# N-05D
docomo with series MEDIAS ES N-05D（ドコモ ウィズシリーズ メディアス エクストラスリム (イーエス) エヌゼロゴディー）は、NECカシオ モバイルコミュニケーションズによって開発された、NTTドコモの第三世代携帯電話（FOMA）端末である。docomo with seriesのひとつ。

## 概要
- N-06Cの事実上の後継機で、N-01Dの兄弟機種である。MEDIASシリーズとしては久々となる薄型モデルで、商品名の「ES」はExtra Slimの略称である。
- 約6.7mmの薄型ながら、デュアルコアCPUを採用しているほか、HDディスプレイを搭載している。
- IPX5/IPX8等級の防水性能・IP5Xの防塵性能を備えている。
- Bluetooth 4.0 (BLE) を搭載しており、N-01DやN-04Dと同じくカシオ計算機製の腕時計G-SHOCKとの連携が可能。
- Xiには対応していないほか、N-01Dとは異なりおくだけ充電に非対応である。

## Android 4.0での変更点
2012年10月16日にAndroid 4.0へのアップデートが開始され、伴う変更点・機能の追加を以下に記す。
- スクリーンキャプチャ機能の追加
- 伝言メモ機能の追加
- プライバシー設定機能の追加
- クイック返信機能の追加
- フォルダ作成の簡易化
- 文字入力(ATOK)の機能追加
  - 2タッチ入力機能への対応
  - 手書き入力の機能改善
- ecoモードの機能追加
  - 「ecoモード自動設定」機能の追加
- Bluetoothプロファイルの追加(HID)
- 「iコンシェル」、「SDカードバックアップ」アプリなどの追加。

## 搭載アプリ
- スマートフォンあんしん遠隔サポート
- MEDIAS BEAUTY
- G-SHOCK App
- Quick Office
- ついっぷる

## 主な機能
| 主な対応サービス                                 | 主な対応サービス                            | 主な対応サービス                       | 主な対応サービス                              |
| ------------------------------------------------ | ------------------------------------------- | -------------------------------------- | --------------------------------------------- |
| タッチパネル／加速度センサー                     | Xi／FOMAハイスピード14Mbps(受信)送信5.7Mbps | Bluetooth                              | DCMX／おサイフケータイ／赤外線／トルカ        |
| ワンセグ                                         | メロディコール                              | テザリング                             | WiFi IEEE802.11b/g/n                          |
| GPS                                              | spモード／電話帳バックアップ                | デコメール／デコメ絵文字／デコメアニメ | iチャネル                                     |
| エリアメール／ソフトウェアーアップデート自動更新 | デジタルオーディオプレーヤー(WMA)(MP3他)    | GSM／3Gローミング（WORLD WING）        | フルブラウザ／Flash Player 10.3               |
| Androidマーケット／dメニュー／dマーケット        | Gmail／Google Talk／YouTube／Picasa         | バーコードリーダ／名刺リーダ           | ドコモ地図ナビ／Google Maps／ストリートビュー |

## 歴史
- 2012年1月24日 - NTTドコモより発表。
- 2012年2月24日 - 予約開始。
- 2012年3月1日 - 発売開始。
- 2012年10月16日 - Android 4.0へアップデート開始。[2][3]
- 2013年7月 - 生産終了。

## アップデート
2012年5月17日のソフトウェアアップデート
- Bluetooth接続を切断したにもかかわらず、「対応機器接続中」の画面表示が消えない場合がある不具合を修正する。
- 特定条件において、まれにカメラが起動できない場合がある不具合を修正する。

2012年8月6日のソフトウェアアップデート
- 壁紙設定の際、ギャラリーにてサムネイルが表示されない場合がある不具合を修正する。
- microSDXCカードを差し込むと、microSDXCカード内のデータが破損される不具合を修正する。

2012年10月16日のソフトウェアアップデート（OSバージョンアップ）
- Android 4.0に対応
  - 端末に表示中の画面を撮影できる「スクリーンキャプチャ」を追加。
- 機能の向上
  - 「伝言メモ」機能と「プライバシー設定」機能の追加。
  - 日本語入力システム「ATOK」の機能向上。
    - 入力方式に2タッチ入力を新たに追加。
    - 手書き入力の機能向上（「かな」や「英字」などのタブ切替えが不要、漢字入力に対応、絵文字変換が可能）。

  - 「タップサーチ」機能の追加（閲覧中の画面やカメラで撮影した画像から、調べたいワードを簡単に抽出して検索が可能となる）。
- 操作性の向上
  - 「タッチフィードバック」のテーマ追加と振動パターン変更が可能。
  - ショートカットやアプリをロングタッチ後、ドラッグ&ドロップ操作でフォルダ作成が可能。
  - ホームキー長押しで、最近使ったアプリ一覧から削除したいアプリを左右にフリックすることで削除可能な他、実行中のアプリが一覧表示され、一括終了も可能。
- アプリケーションの追加
  - 「iコンシェル」、「SDカードバックアップ」アプリの追加。
- ビルド番号がA2001901からA2004901になる。

2012年11月9日のソフトウェアアップデート
- spモードメールアプリにおいて、メールが正常に開けず、「受信メール」「送信メール」などが表示されるTOP画面に戻ってしまう場合がある不具合を修正する。

2013年8月5日のソフトウェアアップデート
- 携帯電話（本体）のカメラで撮影した動画を再生する際、画像と音声がずれる場合がある不具合を修正する。
- ビルド番号がA2004701、A2004901からA2005501になる。

2013年9月19日のソフトウェアアップデート
- アプリケーションが強制終了したとき、携帯電話（本体）がフリーズする場合がある不具合を修正する。
- ビルド番号がA2004701、A2004901、A2005501からA2005601になる。

2014年6月5日のソフトウェアアップデート
- 携帯電話（本体）とG-SHOCKをBluetooth®接続するためのペアリングに失敗する場合がある不具合を修正する。
- ビルド番号がA2004701、A2004901、A2005501、A2005601からA2005801になる。